# Druga László
Druga László (Érsekújvár, 1875. február 23. – Szécsény, 1952. július 16.) pápai kamarás, esperes, nógrádmegyeri plébános, néprajzgyűjtő.

## Élete
1893-ban a Nagyszombati Bencés Gimnáziumban érettségizett.
1897. június 24-én szentelték fel. 1897-től Nagysárón, 1898 decemberétől Nagycétényben szolgált káplánként. 1907-1947 között Nógrádmegyeri plébános. 1924-től budapesti szentszéki ülnök. 1930-tól szécsényi tanfelügyelő és alesperes, 1936-tól pedig esperes. 1943-tól tanfelügyelő.
Az esztergomi érseki papnevelőintézet támogatója. Az Esztergomi Főegyházmegye Papi Nyugdíjintézetének tagja.
Betegség következtében hunyt el.